# Repetundenverfahren
Der Repetundenprozess (actio de repetundis) war ein im antiken Rom praktiziertes Gerichtsverfahren, welches zugunsten der Einwohner der römischen Provinzen um ca. 200 v. Chr. eingeführt wurde. Auf diesem Wege konnten die Provinzialen gegen ausbeuterische Statthalter vorgehen und widerrechtlich konfiszierten Besitz zurückfordern.

## Wortherkunft
Der Begriff Repetundenverfahren (actio de repetundis) geht zurück auf das Gerundiv des Verbs repetere (lat. „zurückfordern“) und beschreibt den Zweck des Verfahrens: Zurückforderung der zu Unrecht entwendeten Dinge oder zu Unrecht eingeforderten Gelder. Im bereicherungsrechtlichen Sinne würde der „Prozess über Zurückzuforderndes“ geführt. 

## Entwicklung zur Zeit der Republik
Die in den römischen Provinzen grundsätzlich für ein Jahr eingesetzten Statthalter beuteten diese zum eigenen Nutzen oft rücksichtslos aus. Dies trug entscheidend zum Verfall der politischen und geschäftlichen Moral in Rom bei. Seit dem frühen zweiten Jahrhundert v. Chr. wurde das Repetundenverfahren als Rückforderungsverfahren gegen ausbeuterische Magistrate zugelassen. Es ist zum ersten Mal für das Jahr 171 v. Chr. belegt, als hispanische Bundesgenossen mit Genehmigung des Senats ehemalige Statthalter in einem Zivilprozess anklagten.
Ein ständiger Gerichtshof für Erpressungssachen (quaestio de repetundis) wurde 149 v. Chr. durch eine lex Calpurnia repetundarum eingerichtet und durch die lex Acilia repetundarum 123/122 v. Chr. weiter ausgestaltet. Die durch die lex Acilia auf das Doppelte der erpressten Summe festgelegte Strafe wurde vermutlich unter Sulla weiter erhöht. Weitere Änderungen am Repetundenprozess nahm Gaius Iulius Caesar in seinem ersten Konsulat 59 v. Chr. vor, als er die lex Iulia repetundarum schuf. Er führte zusätzliche Sanktionen (Straferhöhungen und Ehrverkürzungen) ein.
Das Repetundenverfahren nahm allmählich den Charakter eines politischen Kriminalprozesses an, wie der Repetundenprozess gegen Gaius Verres, den Proprätor der Provinz Sizilien von 73 bis 71 v. Chr., zeigt. Dieser Prozess im Jahr 70 v. Chr. ist uns durch die beiden Anklagereden Marcus Tullius Ciceros bekannt. Verres hatte während seiner Amtszeit in Sizilien Statuen, Teppiche, Schmuck, Gemälde und viele andere Kostbarkeiten sowohl aus privatem als auch aus öffentlichem Besitz geraubt. Cicero stand als Prätor im Jahre 66 v. Chr. dem Gerichtshof für Repetundenverfahren vor.
Die Repetundenverfahren vermochten der Plünderung der Provinzen nicht wirksam abzuhelfen. Sie wurden vielmehr als politisches Instrument missbraucht, nämlich bei den innerrömischen Machtkämpfen zwischen Optimaten und Popularen und innerhalb des senatorischen Adels.

## Kaiserzeit
Auch aus der römischen Kaiserzeit gibt es zahlreiche Berichte über Repetundenprozesse gegen bestechliche und erpresserische Statthalter. Diese Prozesse pflegten jetzt vor dem Senat oder – wenn es sich um kaiserliche Beamte handelte – vor dem Kaiser stattzufinden.

## Verfahren
Da beim Repetundenprozess hochangesehene Persönlichkeiten um ihre Existenz kämpften und der Prozessstoff oft umfangreich war, musste er in Gänze zweimal verhandelt werden. Der Repetundenprozess war das erste und lange Zeit einzige Verfahren, für das seit der lex Calpurnia (149 v. Chr.) Richterlisten veranschlagt wurden. Eine Richterliste wurde für ein Amtsjahr aufgestellt. Aus ihr wurde – unter Mitwirkung von Kläger und Beklagtem – das Gericht bestimmt. Den Vorsitz im Repetundenprozess führte der Stadtprätor (praetor peregrinus). Für alle anderen Gerichtsverfahren wurde in der republikanischen Zeit das Gericht von Fall zu Fall gebildet. Die Auswahl des Gerichts oblag dabei wohl entweder dem vorsitzenden Magistraten oder dem Senat.